# Damaskenos Studites

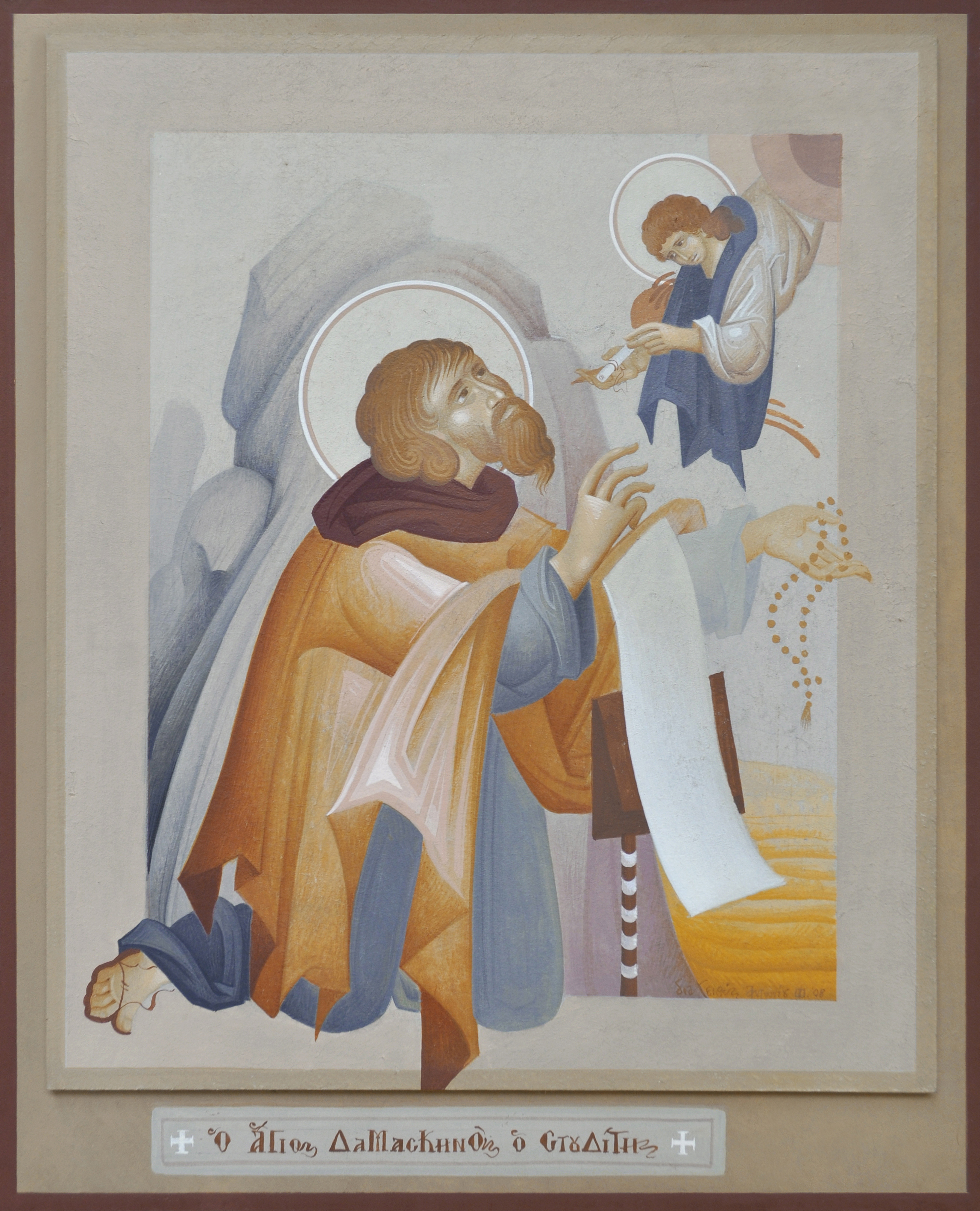

Damaskenos Studites (* um 1520; † 1577) war ein griechischer Bischof der frühen Neuzeit. Von 1575 bis 1577 war er Metropolit von Naupaktos.

## Leben
Damaskenos Studites ist der Verfasser einer Predigtsammlung, welche 1570 in Venedig gedruckt wurde. Diese entfaltete eine große Nachwirkung in der Tradition der makedonischen Damaskini, welche nach ihm benannt ist.